# Anetarca
Genre
Anetarca est un genre de mollusques nudibranches de la famille des Facelinidae. L'espèce type est Anetarca armata collectée dans l'océan Pacifique,.

## Liste d'espèces
Selon World Register of Marine Species (18 février 2021) :
- Anetarca armata Gosliner, 1991
- Anetarca brasiliana García & Troncoso, 2004
- Anetarca piutaensis (Ortea, Caballer & Espinosa, 2003)